# چهره کشنده
چهرهٔ کشنده (به انگلیسی: Looks That Kill) فیلم کمدی رمانتیک تاریک محصول سال ۲۰۲۰ است.